# Calle 59 (línea de la Cuarta Avenida)
La Calle 53 es una estación en la línea de la Cuarta Avenida del Metro de Nueva York de la B del Brooklyn–Manhattan Transit Corporation (BMT). Localizada en la intersección con la Calle 45 y la Cuarta Avenida en Brooklyn. La estación es servida en varios horarios por los trenes del servicio  y 

## Puntos de interés
- Basílica de Nuestra Señora del Perpetuo Socorro.